# Флора и фауна Есватинија
Велика разноврсност флоре у Свазиленду је условљена разликама у надморској висини и клими. На истоку доминирају саване, мочваре и суптропске шуме, док су на северозападу заступљене кишне шуме, са по којим финбосом, финим грмом, уобичајеним за јужну Африку. Планинска граница са Мозамбиком има непријатну и суву климу. Законом су заштићене ретке биљке, као што је кикад, биљка названа живим фосилом јер је, потпуно неизмењена, преживела 50 милиона година. Иако је разноврсни биљни свет распрострањен по територији целе земље, у фокусу заљубљеника флоре су дефинитивно природни резервати. Млилwане резерват се поноси импресивним алејама зрелих стабала, која су ту руком засађена у току последњих 30 година. Овде се такође налази и шума кикада, а у плану је да се на овом простору направи ботаничка башта са свим расположивим врстама биљака.
У погледу разноврсности цвећа и неких ендемичних врста, Малолотја не може да се пореди ни са једним другим локалитетом ове врсте у земљи.  Осим кикада, овде има љиљана, алоје и папрати. У резерватима Хлане и Мкхаyа заштићене су једине преживеле врсте листопадног дрвећа. Могу се видети и огомна стабла смокве и мареле.
У земљи има на стотине врста птица што ову земљу чини рајем за њихове љубитеље. На релативно малој територији, од високих планина на западу, преко умереног средишњег појаса, до тропских савана на истоку земље, примећено је око 1000 различитих врста птица. Најинтересантније врсте се могу видети у природном резервату Малолотја. Овде своје станиште има изузетно ретка јужноафричка врста- плава ластавица, као и воскокљуна зеба црвених крила, ћелави ибис- врста чапље, Стенлијева дропља, црнорепа препелица и дугорепи славуј. Примећене су и детлић, дрозд, плави ждрал. У Малолотји живе и неке шумске врсте птица, као што су црвендаћ високолетач и сива кукавица.
У близини Малолотје се налази вештачко језеро Хаwане које представља привремено станиште за многе врсте и стално станиште за неке врсте барских птица- гуске, жутокљуне патке, корморане.
Шуме централне регије Свазиленда, будући да се налазе на прелазу две различите висинске и климатске зоне, станиште су најразличитујих врста. У близини Пиггс Пеак-а примећене су неке тропске врсте, на самој ивици свог домашаја- дронго, љубичасти турако, зеленоглава сунчица... Уобичајене врсте за Млилwане су свети ибис и црноглава чапља.
У природним резерватима на истоку земље живе чворак, смеђоглави папагај... Хлане је познат по ретким врстама грабљивица и орлова, као и по најјужнијој колонији марабоу рода. Језеро Ван Ецк код Биг Бенда привукло је белоглаве пловке, чапље, роде и орлове којима је риба главна храна.
Регион Лубомбо са природним резерватом Млавула, на граници са Мозамбиком, станиште је још ређих врста- плава мухоловка...
Већина птица у Свазиленду су селице, тако да је лето најбоље време за обилазак.
Свазленд је станиште и за бројне врсте гмизаваца. Од змија има питона, пољских и кућних змија, као и отровнице- кобра, мамба... Насупрот широко распрострањеним веровањима, змије су стидљива створења са којима је мала вероватноћа да ће се посетилац сусрести. Има камелеона и највећих примерака гуштера који могу да порасту и до два метра дужине. Крокодили настањују реке на истоку земље.
Има много врста инсеката- стонога, шкорпион, разне врсте паука, мољаца и лептира. За ентомологе, ово је свакако интересантна дестинација. Реке и језера су богата рибом- жута риба, риба тигар, сом, деверика, јегуља, а планинске реке су богате пастрмком.
Природни потенцијали Свазиленда су врло добро искоришћени и упркос величини, ова земља располаже најбољим природним резерватима и националним парковима у јужној Африци. Слонови, лавови и носорози су поново настањени, након што су били потпуно истребљени (носорога на овој територији није било 70 година). После пар крвавих битки између ловочувара и ловокрадица, популација црних и белих носорога није више озбиљно угрожена. Резервате настањује и гну, антилопа, газела, брадавичаста свиња, жирафа, пегава хијена.  Резерват Млилwане у долини Езулвини, недалеко од главног града, је најбоље уређен за обиласке и овде се лако могу видети нилски коњ и крокодил.
Вековима раније, данашњи Свазиленд је био један од делова древног афричког континента на чијој су се територији слободно кретале најразличитије врсте дивљих животиња. Разлике у надморској висини, падавинама и вегетацији условиле су постојање различитих станишта на малој територији и привукле најразноврснију афричку фауну.
Овде су такође живели и људи. Археолошке ископине потврђују да је ово једна од најстаријих људских насеобина. У давној прошлости, пре надирања Нгуни клана са севера, становници ове области били су Бушмани, мали, номадски народ који се бавио ловом и сакупљањем плодова, из потребе да се прехрани. Бушмани су, за разлику од људи који су се касније ту настанили, живели у хармонији са природом и нису доприносили узнемиравању и уништавању своје околине. Међутим, када су дошли људи са другачијим навикама и упустили се у борбу за животни простор са дивљим животињама, животиње су изгубиле. Први су дошли кланови са севера и са собом донели домаће животиње и оруђе за обрађивање земље.
Чак ни овакав утицај човека на дивље животиње и њихово станиште није био драматичан јер је њихов број и даље био ограничен природном смтношћу. Али, онда се средином 1800. догодила инвазија Европљана који су дошли са, опет, другачијим навикама, доневши своје пиштоље, модерне начине обраде земљишта и медицинске вештине. Смртност је смањена, људска популација цвета, а човек се са животињама бори за територију. Дивљи свет бива осуђен на пропаст. На североистоку Африке се појавила сточна куга, пренета из Европе, која се раширила и захватила и Свазиленд 1896. Масовни помор је захватио домаће животиње, а исто тако и дивље антилопе, чак и лешинаре који су халапљиво јели те лешине, а затим и сами помрли од глади када је куга престала и нестало хране.
До раних година XIX века број дивљачи је обновљен, али само да би их људи ловили због хране. Неуспех колонијалне владе да контролише кријумчарење дивљачи могао се поредити са исто тако неуспешним претходно проглашеним законом о резерватима који се тицао изградње фарми после Првог светског рата. Током 1930-их, такозвана казна дивљих звери довела је до најшокантнијег поглавља у историји конзервације. На територији Свазиленда појавила се у огромном броју дивља звер гну, пратећи своје миграцијске инстинкте које је имала и вековима пре. Због њихове инвазије на фарме и ранчеве, проглашени су штеточинама и повела са акција њиховог истребљења, како год је то било могуће. Постоје подаци о томе како су читава стада бивала нападнута пушкама, а вода за пиће отрована, што је касније довело да смрти других животиња и птица.
Између 1930. и 1960. незаштићене дивље животиње биле су десетковане неконтролисаним ловом, ловокрађом и убрзаним трговинским и пољопривредним развојем.
Шездесетих година, Тед Реиллy, први конзервациониста Свазиленда, покушао је, али није успео да убеди колонијалну владу да направе у Свазиленду барем један резерват где би животиње биле стављене под заштиту. Образложење које је добио било је то да Свазиленду резервати нису потребни јер већ постоје паркови до којих се лако може стићи, један на северу, Национални парк Кругер, и на југу, резерват Хлухлуwе, оба на територији Јужноафричке Републике. Овакав одговор владе довео је до тога да Тед Реиллy на територији свог приватног ранча оснује први резерват Свазиленда, Млилwане. Подигнута је заштитна ограда и животиње свакаквих врста, велике и мале, довођене су и смештане у ово уточиште.
Када је краљ Собхуза II видео ово препорођено природно благо Свазиленда, преузео је мере да га сачува и још више унапреди и тиме постао заштитник резервата Млилwане и отац конзервације природе у својој краљевини.
За првих седам година (од 1960. до 1967) у Млилване-у је настањен највећи број до тада истребљених врста, упркос константним нападима непријатељски настројених и покварених неистомишљеника.
Подстакнут идејом о конзервацији и увидевши успех Млилване-а, којем је и сам допринео, краљ Собхуза 1967. одлучује да установи још једну заштићену област, резерват Хлане.
Само осам година касније, 1975. сарадња два резервата у конзервацији се испоставила толико успешном да се појавио чак и сувише велики број некад десеткованих животиња.